# Terratrèmol de Jujuy de 2011
El Terratrèmol a Jujuy del 6 d'octubre de 2011 va ser un moviment sísmic que va tenir lloc a la província de Jujuy, Argentina a les 08:12 hora local (11:12 UTC), en l'horari en què el jovent ingressava a l'escola. Va registrar una magnitud de 6,2 en l'escala de Richter. La seva intensitat en l'escala de Mercalli va ser de VIII (8.0). El seu epicentre va ser en el límit entre les províncies de Salta i Jujuy. La seva magnitud i durada no van ser destructius, causant els mínims danys en algunes cases i escoles, a la zona més propera a l'epicentre.

## Sisme
Va succeir passades les 8 del matí (hora local), amb una magnitud de 6,2 graus en l'escala de Richter. El tremolor es va sentir en diverses províncies del nord de l'Argentina, entre elles Salta, Jujuy, Tucumán, Santiago del Estero i Catamarca. El moviment es va sentir fins i tot al Paraguai i Bolívia.
L'epicentre del moviment sísmic, segons registres de l'Institut Nacional de Prevenció Sísmica, s'enregistrà a 95 km. a l'est de Sant Salvador de Jujuy (en el departament de Santa Bàrbara) i a 120 km. de la capital de Salta, a una profunditat de 8 km. Després es van succeir 21 rèpliques que van ser imperceptibles.